# Hepatica contigua
Hepatica contigua là một loài bướm đêm trong họ Noctuidae.